# Manciukuo

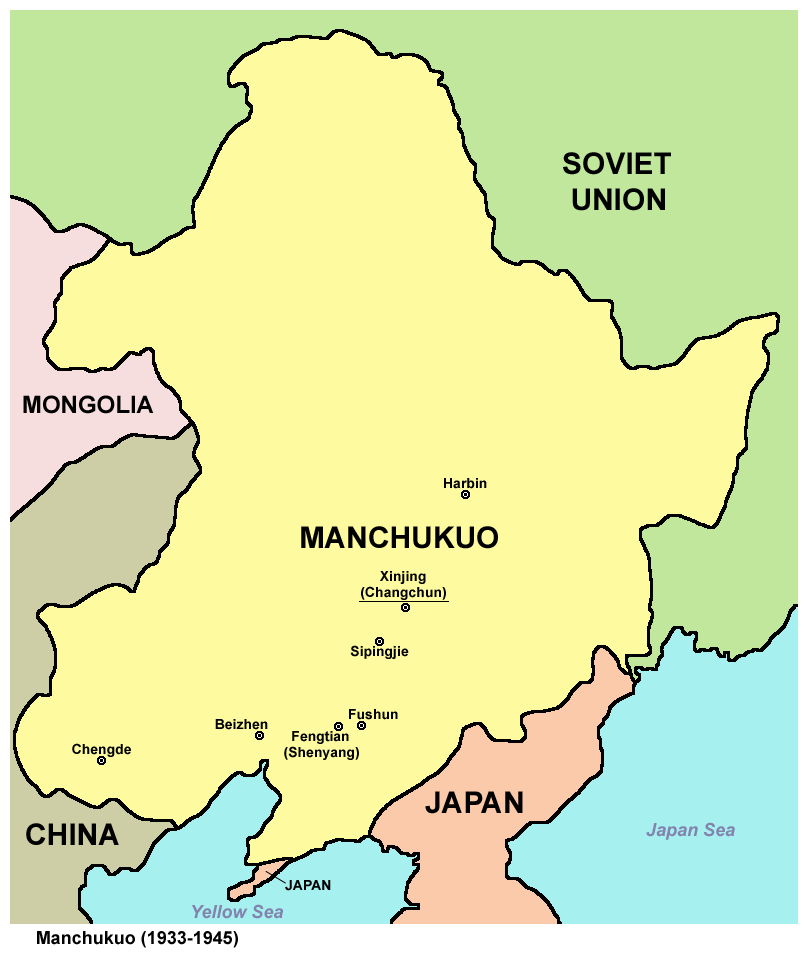

Manciukuo (în chineză: 滿洲國, literal statul Manciu), Manshū-koku (în japoneză 滿洲國) sau Manciuria a fost un stat marionetă în Manciuria și estul Mongoliei Interioare guvernat sub forma unei monarhii constituționale. Regiunea este patria istorică a poporului manciurian care a fondat dinastia chineză Qing. În 1931, în urma incidentului de la Mukden, regiunea a fost ocupată de Japonia, iar în 1932 a fost instituit un guvern filojaponez, iar Puyi, ultimul împărat Qing, a fost numit regent și împărat.
Guvernul din Manciukuo a fost abolit în 1945 după înfrângerea Imperiului nipon la sfârșitul celui de-al Doilea Război Mondial. Teritoriul aparținând statului marionetă a fost ocupat inițial de forțele sovietice ca urmare a invaziei Manciuriei din august 1945, fiind transferat administrației chineze în anul următor.

## Conducerea statului

### Împărat
| Nume personal                                  | Portret | Domnie                         | Numele erei (年號) și corespondentul în ani                   |
| ---------------------------------------------- | ------- | ------------------------------ | ------------------------------------------------------------- |
| Aisin-Gioro Puyi 愛新覺羅溥儀 Àixīnjuéluó Pǔyì |         | 9 martie 1932 – 15 august 1945 | Datong (大同 Dàtóng) 1932–1934 Kangde (康德 Kāngdé) 1934–1945 |

### Prim-miniștri
| № | Portret | Nume (Anul nașterii și morții) | Perioada      | Perioada       | Partid              |
| - | ------- | ------------------------------ | ------------- | -------------- | ------------------- |
| 1 |         | Zheng Xiaoxu (1860–1938)       | 9 martie 1932 | 21 mai 1935    | Asociația Concordia |
| 2 |         | Zhang Jinghui (1871–1959)      | 21 mai 1935   | 15 august 1945 | Asociația Concordia |